# マドンナ presents ロバート秋山のお義母さんといっしょ!
『マドンナ presents ロバート秋山のお義母さんといっしょ!』（マドンナ プレゼンツ ロバートあきやまのおかあさんといっしょ）は、2012年4月5日から同年12月27日まで、木曜日の24:30 - 25:00にラジオ大阪で放送されていた番組。ECサイトのDMM.com内でも、ラジオ大阪での放送から1週間後に無料配信を行っていた。
タイトルは、『マドンナプレゼンツ!ロバート秋山のお義母さんといっしょ!』、『ロバート秋山のお義母さんといっしょ!』とも表記。

## 概要
熟女好きのお笑い芸人であるロバートの秋山竜次（ロバート秋山）と熟女系AV女優がパーソナリティ（秋山はメイン。女優は「アシスタント」または「熟女パーソナリティ」「お義母さん」）を務める番組。熟女好き芸人や熟女のゲストを招き、トークを通じて熟女の魅力を伝える番組。
アウトビジョングループの熟女専門AVメーカー・マドンナ（Madonna）の冠スポンサー提供番組。

## パーソナリティ
- 秋山竜次（ロバート秋山）

アシスタント（熟女パーソナリティ）
- 翔田千里（初代[8][6]。2012年4月5日 - 2012年10月4日[8]）
- 加山なつこ（2代目[9][7]。2012年10月11日[9] - 2012年12月27日）

## ゲスト
- 第7,8回 風間ゆみ
- 第9,10回 天津・木村[11]
- 第13,14回 阿部智則（POISON GIRL BAND）
- 第15,16回 風間ゆみ
- 第17,18回 中森玲子
- 第19,20回 時越芙美江
- 第21,22回 レッド吉田
- 第23,24回 村上涼子
- 第33,34回 紫彩乃[12]
- 第35,36回 結城みさ
- 第36回 ジューシーズ児玉
- 第37,38回 澤村レイコ
- 第39回（最終回） 翔田千里、功力富士彦（元「おはよう。」メンバー）

## コーナー
- JJなんでも相談室

アダルトビデオに関する質問を翔田が答えていく。
- 今夜○時、あなたはマドンナ

「いつ」、「どこで」、「誰と」、「何をした」をランダムに設定し、そのシチュエーションを妄想する。
- 熟女塾

人生相談。加山時代も『となりの熟女さん』（隣の熟女さん）として存続。
- ふれあい広場[7]

目隠しをした秋山が、熟女パーソナリティの体の一部に触れながら、体のパーツを当てる。加山時代も存続。2012年11月22日放送分ではゲストの紫彩乃が熟女パーソナリティの代わりを務めた。
※秋山・加山時代からのコーナー。
- そう、それが熟女なの[14]

熟女についてのあるあるネタを紹介。
- 千夜一夜読み語り[14]

## 参考資料
- 『週刊ポスト』2012年11月30日号（小学館発行）P15掲載記事
  - ウェブ版…ロバート秋山のAV女優ラジオ収録 美熟女の高速舌使いに大爆笑 - NEWSポストセブン 2012年11月19日付
- 『ラジオ番組表』（三才ブックス発行）バックナンバー
  - 2012年春号（『三才ムック』vol.492。月刊ラジオライフ編。2012年4月27日発売・5月1日発行）ISBN 4861994675
  - 2012年秋号（『三才ムック』vol.562。月刊ラジオライフ編。2012年10月27日発売・11月1日発行）ISBN 486199540X
- ラジオマニア2013（『三才ムック』vol.571。2012年11月28日発売・12月1日発行、三才ブックス）ISBN 4861995507
- 『人妻百花』13号（『Madonna House』2013年2月号増刊。若生出版発行）
- 各種外部リンク